# Juan Gómez (football)
Pour les articles homonymes, voir Juan Gómez et Gómez.
Juan « Chapetes » Gómez (né le 26 juin 1924 à Guadalajara au Mexique et mort le 9 mai 2009 au Mexique) est un footballeur international mexicain, qui jouait au poste d'attaquant.

## Biographie
Juan Gómez commence sa carrière dans le club du Occidente de Atemajac, avant de rejoindre en senior le club du CF Atlas en 1945, club pour lequel il passe 19 ans (jusqu'en 1964). Il termine ensuite sa carrière au CD Tampico.
Avec la sélection mexicaine, il participe à la Coupe du monde 1954 en Suisse.

## Palmarès
- Championnat du Mexique (1) :
  - Vainqueur : 1951

- Supercoupe du Mexique (3) :
  - Vainqueur : 1946, 1950 et 1951

- Coupe du Mexique (2) :
  - Vainqueur : 1946 et 1950